# Burley in Wharfedale
Burley in Wharfedale est un village dans le comté du Yorkshire de l'Ouest en Angleterre.

## Culture locale et patrimoine

### Personnalités liées à la commune
- William Watson, poète, né dans ce village le 2 août 1858[1].